# Niddal El-Jabri
Niddal El-Jabri (født 11. juli 1984 i Lystrup (Aarhus Kommune)) er en dansk debattør og organisationsmand. Han er stifter af og direktør for NGO'en Mino Danmark, der arbejder for at styrke minoritetsetniske danskeres samfundsdeltagelse og stilling i det danske samfund. El-Jabri har selv dansk-palæstinensisk baggrund, idet hans far kom til Danmark som palæstinensisk flygtning i 1960'erne, og hans mor blev familiesammenført i slutningen af 1970'erne.

## Privatliv
El-Jabris far Hussein havde som palæstinensisk flygtning med hjælp fra FN's flygtningeorganisation taget en fireårig uddannelse i økonomi i Tyskland, og var siden i slutningen af 1960'erne kommet til Danmark, hvor hans bror boede. Her arbejdede han som økonom i Told og Skat i Aarhus i mange år. Han var først gift med en dansk kvinde, som han siden blev skilt fra, og blev bagefter gift med Niddals mor Rabiha, som blev familiesammenført til Danmark sidst i 1970'erne. Hun arbejdede som social- og sundhedshjælper fra 1982 og frem. Niddal blev født i 1984 og voksede op i det almene boligområde Elstedhøj i Lystrup. Han har taget en handelsuddannelse (HHX), uddannet sig til procesøkonom og arbejdet indenfor projektledelse, salg og marketing, indtil han i 2016 blev direktør for Mino Danmark.
El-Jabri blev i 2012 gift med Natasha Al-Hariri, direktør for Dansk Flygtningehjælp Ungdom, og de har sammen to sønner. I sociologen Aydin Soeis bog Fædre - fortællinger om at blive til som far fra 2020 blev El-Jabri portrætteret som en af fem markante fædre fra en ny middelklasse af efterkommere af indvandrere, der var i færd med at gennemføre en stille revolution af forældrerollen og familielivet.
Siden 2018 har El-Jabri været medlem af Rådet for Etniske Minoriteter, udpeget af Københavns Kommune.
El-Jabri betegner sig som en ikke-troende, dansk kulturmuslim.

## Fredsringen ved Københavns Synagoge
Da Omar El-Hussein dræbte Finn Nørgaard og Dan Uzan i København i februar 2015, tog El-Jabri initiativ til en demonstration i form af en fredsring omkring Københavns Synagoge. Inspirationen var fælles fredsringe af arabiske kristne og muslimer, der hånd i hånd stod vagt om hinandens bøn ved demonstrationerne under det arabiske forår i 2010-11. Formålet var at vise sammenhold på tværs af religiøse skel blandt danske muslimer og jøder. El-Jabris tiltag skabte en del medieopmærksomhed i Danmark og internationalt, og han besluttede efterfølgende at engagere sig mere vedvarende i arbejdet for etniske minoriteter i Danmark. Det Europæiske Jødiske Fællesskab gav ham en hæderspris for hans indsats for at forene jøder og muslimer, som han fik overrakt af rabbiner Menachem Margolin fra fællesskabet og EU-kommissær Margrethe Vestager i 2015 ved en højtidelighed i Bruxelles. El-Jabri blev også interviewet af United States Holocaust Memorial Museum som månedens gæst i museets podcast-serie om personer, der bekæmper antisemitisme.

## Mino Danmark
Erfaringen fra arbejdet med fredsringen førte til, at El-Jabri i marts 2016 tog initiativ til at stifte organisationen Mino Danmark, som han siden har været direktør for. El-Jabris og organisationens fokus var ikke mindst på gruppen af unge efterkommere af indvandrere, som efter El-Jabris mening havde alle forudsætninger for at være danske og få et godt liv i Danmark, men som også blev udfordret af diskrimination. Da nogle udsatte efterkommere lå i risikogruppen for at blive radikaliseret, krævede det ifølge El-Jabris opfattelse både et engagement fra minoritetsgrupperne selv og en anerkendelse af de nye danskere fra samfundets side, hvis integrationen skal lykkes, og Mino Danmarks opgave var at medvirke hertil.
I 2019 modtog El-Jabri Finn Nørgaard Foreningens ildsjælspris for "sin ekstraordinære indsats for at sikre, at det kan lykkes for børn af indvandrere at bryde med den ulighed, som de kan have arvet fra deres forældre." Finn Nørgaard Foreningen blev oprettet kort efter Finn Nørgaards død for at videreføre den terrordræbte filmmands livsværk og kamp for udsatte børn og unge.